# Ballermann-Award
Der Ballermann-Award ist ein seit 2006 vergebener deutscher Musikpreis für Partyschlager, mit dem Künstler für besondere Leistungen und Erfolge in der Event- und Partyszene im zurückliegenden Jahr geehrt werden. Initiator des Preises ist Dieter Gross (Ballermann Charts/epco-media) in Zusammenarbeit mit Annette und Andre Engelhardt, den Inhabern der Marke „Ballermann“.

## Beschreibung
Der Ballermann-Award (auch „Party-Oscar“ genannt) wird seit 2006 verliehen. In den ersten drei Jahren wurde jeweils nur ein Künstler ohne Abhaltung einer großen Zeremonie ausgezeichnet. 2009 wurde auch nur ein Künstler ausgezeichnet, diesmal aber bei einer extra organisierten Veranstaltung. Seit 2010 werden mehrere Künstler an einem Abend mit einem Ballermann-Award ausgezeichnet. Die Auswahl der Künstlker erfolgt über die Ballermann.-Charts, die angeschlossenen DJs sowie dem  Ballermann Award - Komitee. Unterstützt wird im Rahmen einer Spendensammlung seit mehreren Jahren das Gut Aiderbichl, ein Unternehmen, das Tiergnadenhöfe betreibt.
Seit 2011 findet die Verleihung des Awards im Willinger Brauhaus statt. 2012 wurde die Zeremonie erstmals im Fernsehen übertragen, beim Musikfernsehsender Goldstar TV. 2014 pausierte die Preisverleihung, 2021 und 2022 fiel sie wegen der COVID-19-Pandemie aus.

## Veranstaltungen
| Datum              | Veranstaltungsort  | Stadt      | Moderator(en)                                  | Fernsehübertragung |
| ------------------ | ------------------ | ---------- | ---------------------------------------------- | ------------------ |
| 15. September 2008 | Mega-Park          | Palma      |                                                |                    |
| 04. September 2009 | Delta Musik Park   | Duisburg   |                                                |                    |
| 04. Dezember 2010  | Rhein-Ruhr-Halle   | Duisburg   |                                                |                    |
| 06. November 2011  | Willinger Brauhaus | Willingen  |                                                |                    |
| 30. September 2012 | Willinger Brauhaus | Willingen  |                                                | Goldstar TV        |
| 29. September 2013 | Willinger Brauhaus | Willingen  | Olaf Henning und Anna-Maria Zimmermann         | Goldstar TV        |
| 12. April 2015     | Willinger Brauhaus | Willingen  | Annemarie Eilfeld und Frank Neuenfels          |                    |
| 06. März 2016      | Willinger Brauhaus | Willingen  | Frank Neuenfels                                | Goldstar TV        |
| 05. März 2017      | Willinger Brauhaus | Willingen  | Mia Julia Brückner und Frank Neuenfels         | Gute Laune TV      |
| 04. März 2018      | Turbinenhalle      | Oberhausen | Melanie Müller                                 | Gute Laune TV      |
| 24. März 2019      | Turbinenhalle      | Oberhausen | Ina Colada und Frank Neuenfels                 |                    |
| 01. März 2020      | Willinger Brauhaus | Willingen  | Ina Colada und Frank Neuenfels                 |                    |
| 26. März 2023      | Willinger Brauhaus | Willingen  | Jan Kunath, Frank Neuenfels und Sabrina Berger |                    |
| 17. März 2024      | Willinger Brauhaus | Willingen  | Jan Kunath, Frank Neuenfels und Sabrina Berger |                    |

## Liste der Preisträger

### 2006–2009
- 2006: Michael Wendler[16]
- 2007: Mickie Krause[17]
- 2008: Jürgen Drews[3]
- 2009: Jörg & Dragan – Die Autohändler[4]

### 2010
- Axel Fischer, in der Kategorie „Bestes Remake / Bester Cover-Song“
- Olaf Henning, in der Kategorie „Bester Live-Act“
- Tim Toupet, in der Kategorie „Bester Party-Act“
- Anna-Maria Zimmermann, in der Kategorie „Bester Pop-Schlager“[5]

### 2011
- Jörg Bausch, in der Kategorie „Bester Pop-Schlager“
- Markus Becker, in der Kategorie „Bestes Remake / Bester Cover-Song“
- Willi Herren, in der Kategorie „Bester Party-Act“
- Mickie Krause, in der Kategorie „Bester Live-Act“
- Norman Langen, in der Kategorie „Bester Newcomer“
- Matthias Reim, in der Kategorie „Lebenswerk“[6]

### 2012
- Der Benniii, in der Kategorie „Senkrechtstarter 2012“
- Jürgen Drews, in der Kategorie „Lebenswerk“
- Axel Fischer, in der Kategorie „Bestes Remake / Bester Cover-Song“
- Olaf Henning, in der Kategorie „Bester Party-Act“
- Ikke Hüftgold, in der Kategorie „Bester Newcomer“
- Norman Langen, in der Kategorie „Bester Live-Act“
- Loona, in der Kategorie „Bester Pop“
- Anna-Maria Zimmermann, in der Kategorie „Radio Airplays 2012“[7]

### 2013
- Ina Colada, in der Kategorie „Bester Durchstarter“
- Willi Herren, in der Kategorie „Bester Cover-Song“ (Schwarzbraun ist die Haselnuss)
- Mickie Krause, in der Kategorie „Bester Live-Act“
- Andreas Martin, in der Kategorie „Lebenswerk“
- Frank Neuenfels, in der Kategorie „Bester Pop-Schlager“
- Peter Wackel, in der Kategorie „Bester Partysong“ (Scheiss drauf!)[8]

### 2015
- Markus Becker, in der Kategorie „Bester Party Act“
- Axel Fischer, in der Kategorie „Bester Cover Song“ (Nessaja)
- Schäfer Heinrich, in der Kategorie „Ballermann Award der Jury für Kultstatus“
- Markus Krampe und die La Vida Loca Dancers Paradise
- Frank Lukas, in der Kategorie „Bester Durchstarter Act“
- Tim Toupet, in der Kategorie „Bester Live Act“
- Tobee, in der Kategorie „Ballermann Award 2015 für den höchsten Media Control Chart Entry 2015“ (Jetzt ist der Teufel los)
- Michael Wendler, in der Kategorie „Bester Pop Schlager Act“[9]

### 2016
- Almklausi
- Menderes Bağcı
- DJ Düse
- Annemarie Eilfeld
- Axel Fischer
- Schäfer Heinrich
- Willi Herren
- Jöli
- Ben Luca
- La Vida Loca Dancers Paradise
- Marry
- Mia Julia
- Frank Neuenfels
- Pat
- Achim Petry
- Tim Toupet
- Xtreme Sound (Mike Röttgens und Hartmut Wessling)[10]

### 2017
- Almklausi
- Menderes Bağcı
- Buddy
- Chaos Team
- Nino de Angelo
- DJ Düse
- Axel Fischer
- Schäfer Heinrich
- Willi Herren
- Norman Langen
- Marry
- Mia Julia
- Frank Neuenfels
- Pat
- Achim Petry
- Tim Toupet[18]

### 2018
- Almklausi in der Kategorie „Hit“
- Jörg & Dragan – Die Autohändler in der Kategorie „Kult“
- Menderes Bağcı in der Kategorie „TV/Medien Award männlich“
- Andy Bar, in der Kategorie „Senkrechtstarter“
- Chaos Team in der Kategorie „Entertainment“
- Schäfer Heinrich in der Kategorie „Kult“
- Willi Herren in der Kategorie „Live“
- Ingo ohne Flamingo in der Kategorie „Newcomer“
- Klaus und Klaus in der Kategorie „Lebenswerk“
- Mickie Krause in der Kategorie „Sonder-Award der Medien 20 Jahre“
- Marry in der Kategorie „Live“
- Melanie Müller in der Kategorie „TV/Medien Award weiblich“
- Frank Neuenfels in der Kategorie „Jubiläums Award 20 Jahre“
- Pat in der Kategorie „Schlager“
- Achim Petry in der Kategorie „Schlager“
- Tim Toupet in der Kategorie „Entertainment“
- Die Zipfelbuben in der Kategorie „Comeback“[12]

### 2019
- Die Autohändler in der Kategorie „TV und Medien“
- Menderes Bağcı in der Kategorie „Publikums Award“
- Ina Colada in der Kategorie „Beste weibliche Show“
- Olaf Henning in der Kategorie „Jubiläums Award“
- Ingo ohne Flamingo in der Kategorie „Video Award“
- Mickie Krause in der Kategorie „Beste Live Show“
- Andy Luxx in der Kategorie „40 Jahre Bühne“
- Marry in der Kategorie „Beste Entertainment“
- Achim Petry in der Kategorie „Schlager Award“
- Stereoact in der Kategorie „Dance National“
- Specktakel in der Kategorie „Newcomer 2019“
- Tobee in der Kategorie „Beste männliche Show“
- Tim Toupet[19]

### 2020
- Sabrina Berger[20]
- Richard Bier in der Kategorie „Hit Award“[21]
- Ina Colada in der Kategorie „Beste weibliche Show“[22]
- Alex Engel in der Kategorie „Senkrechtstarter“[23]
- Nancy Franck in der Kategorie „Senkrechtstarter Party“[24]
- Ingo ohne Flamingo[25]
- Knobelclub[14]
- Mickie Krause[25]
- Norman Langen in der Kategorie „Schlager Award“[26]
- SchlagerGold in der Kategorie „Classic Award“[27]
- Stereoact in der Kategorie „Dance Schlager“[25]
- Tobee in der Kategorie „Beste männliche Show“[25]

### 2023
- Achim Petry in der Kategorie „Schlager Award männlich“[28]
- Jürgen & Peter Milski in der Kategorie in der Kategorie „Durchstarter“[28]
- Menderes in der Kategorie „Comeback“[28]
- Marry in der Kategorie „Ballermann Künstler weiblich“
- Tim Toupet in der Kategorie „Bester Party Act männlich“[28]
- Die Zipfelbuben in der Kategorie „Bester Party Act Gruppe“[28]
- Volker Rosin in der Kategorie „Kids-Party Alarm“[28]
- Stereoact in der Kategorie „Number 1 Download Charts“[28]
- Mike Rötgens in der Kategorie „Ballerman Hit Produzent“[28]
- Buddy für „20 Jahre Ab in den Süden“[28]
- Olaf Henning für „25 Jahre Künstler“[28]
- Tobee in der Kategorie „Beste Liveshow“[28]
- Ike Müller in der Kategorie: „Künstler Manager des Jahres national“[28]
- Schäfer Heinrich in der Kategorie „Kult“[28]
- Jan Kunath in der Kategorie „Sonderpreis des Jahres“[29]
- Ballermann NFT Award: Michael Rötgens, Xtreme Sound (Mia Julia, Almklausi, Peter Wackel), Jan Kunath, Ingo Wohlfeil, Frank Neuenfels, Dieter Gross, Andreas Rosmiarek[30]

### 2024
- Nancy Franck in der Kategorie „Beste Live-Show“[31]
- Kings of Günter in der Kategorie „Senkrechtstarter (Gruppe)“[32]
- Jan Kunath in der Kategorie „Moderation“[33]
- Milla Pink in der Kategorie „Senkrechtstarter (Einzel)“[34]
- Mike Rötgens[15]
- Andreas Rosmiarek[15]
- Tim Toupet in der Kategorie „Lebenswerk“[35]
- Oliver deVille[15]

## Rekorde

### Mehrfachgewinner
| Künstler                        | Preise |
| ------------------------------- | ------ |
| Tim Toupet                      | 8      |
| Mickie Krause                   | 6      |
| Menderes Bağcı                  | 5      |
| Axel Fischer                    | 5      |
| Schäfer Heinrich                | 5      |
| Willi Herren                    | 5      |
| Marry                           | 5      |
| Achim Petry                     | 5      |
| Norman Langen                   | 4      |
| Frank Neuenfels                 | 4      |
| Tobee                           | 4      |
| Almklausi                       | 3      |
| Jörg & Dragan – Die Autohändler | 3      |
| Ina Colada                      | 3      |
| Olaf Henning                    | 3      |
| Ingo ohne Flamingo              | 3      |
| Pat                             | 3      |
| Stereoact                       | 3      |
| Markus Becker                   | 2      |
| Chaos Team                      | 2      |
| Jürgen Drews                    | 2      |
| DJ Düse                         | 2      |
| Nancy Franck                    | 2      |
| Jan Kunath                      | 2      |
| La Vida Loca Dancers Paradise   | 2      |
| Mia Julia                       | 2      |
| Mike Rötgens                    | 2      |
| Michael Wendler                 | 2      |
| Anna-Maria Zimmermann           | 2      |

### Weitere Rekorde
Die meisten Preisträger in Folge (5)
- Tim Toupet bekam von 2015 bis 2019 einen Preis verliehen.

## Diskografie
- 2013: Ballermann Award 2013 (Edel Music, Erstveröffentlichung: 27. September 2013)[36]
- 2015: Ballermann Award 2015 (Goldhammer, Erstveröffentlichung: 10. April 2015)[37]
- 2017: Ballermann Award 2017 (da music, Erstveröffentlichung: 3. März 2017)[38]
- 2018: Ballermann Award 2018 (da music, Erstveröffentlichung: 2. März 2018)[39]
- 2019: Ballermann Award 2019 (da music, Erstveröffentlichung: 22. März 2019)[40]
- 2020: Ballermann Award 2020 (da music, Erstveröffentlichung: 28. Februar 2020)[41]
- 2023: Ballermann Awards 2023 (da music, Erstveröffentlichung: 24. März 2023)[42]